# 滑液
滑液（かつえき）とは、関節の関節腔を満たす液体である。

## 概要

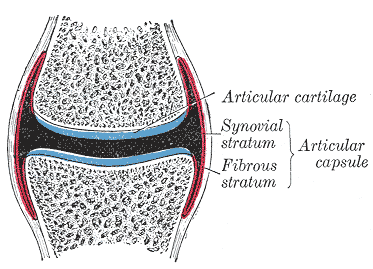
滑膜性連結の一般的な構造。赤色が関節を包む関節包で、その内層が滑膜。水色は関節軟骨。

関節とは骨と骨の連結を言い、骨と骨が線維性の組織により結合される線維性連結、骨と骨が軟骨により結合される軟骨性連結、骨と骨の連結部が関節包に覆われる滑膜性連結の3つに大別される。これらのうち3つ目が、一般に関節と呼ばれるものである。
滑膜性連結の一般的な構造は右図のとおりで、骨と骨の間に空隙がある（図の黒色の部分）。滑液はこの空隙（関節腔）を満たす。

## 性質・機能

### 性質
淡黄色透明で、ヒアルロン酸と糖タンパク質を豊富に含む。滑膜（関節包の内層）の細胞から分泌される。

### 機能
- 関節の運動を滑らかにする：潤滑油として機能する。
- 関節軟骨の栄養：成人の関節軟骨には血管やリンパ管が少なく、滑液から酸素や栄養素を補給する。